# Кросс-Тімберс (Міссурі)
Кросс-Тімберс (англ. Cross Timbers) — місто (англ. city) в США, в окрузі Гікорі штату Міссурі. Населення — 119 осіб (2020).

## Географія
Кросс-Тімберс розташований за координатами 38°1′27″ пн. ш. 93°13′46″ зх. д. / 38.02417° пн. ш. 93.22944° зх. д. (38.024273, -93.229358).  За даними Бюро перепису населення США в 2010 році місто мало площу 1,16 км², уся площа — суходіл.

## Демографія
Згідно з переписом 2010 року, у місті мешкало 216 осіб у 93 домогосподарствах у складі 50 родин. Густота населення становила 187 осіб/км².  Було 116 помешкань (100/км²).
Расовий склад населення:
| - 99,5 % — білих |

До двох чи більше рас належало 0,5 %. Частка іспаномовних становила 0,0 % від усіх жителів.
За віковим діапазоном населення розподілялося таким чином: 25,0 % — особи молодші 18 років, 57,9 % — особи у віці 18—64 років, 17,1 % — особи у віці 65 років та старші. Медіана віку мешканця становила 44,7 року. На 100 осіб жіночої статі у місті припадало 92,9 чоловіків;  на 100 жінок у віці від 18 років та старших — 88,4 чоловіків також старших 18 років.
Середній дохід на одне домашнє господарство  становив 30 070 доларів США (медіана — 20 568), а середній дохід на одну сім'ю — 35 798 доларів (медіана — 26 250). Медіана доходів становила 39 167 доларів для чоловіків та 18 750 доларів для жінок. За межею бідності перебувало 29,7 % осіб, у тому числі 27,9 % дітей у віці до 18 років та 22,2 % осіб у віці 65 років та старших.
Цивільне працевлаштоване населення становило 67 осіб. Основні галузі зайнятості: освіта, охорона здоров'я та соціальна допомога — 32,8 %, виробництво — 31,3 %, роздрібна торгівля — 10,4 %, мистецтво, розваги та відпочинок — 10,4 %.